# Максимовщина (Оёкское муниципальное образование)
Макси́мовщина — деревня в Иркутском районе Иркутской области России. Входит в состав Оёкского муниципального образования.

## География
Деревня расположена примерно в 39 км к северо-востоку от областного центра города Иркутск.

## Население
| 2002 | 2010 | 2011 | 2012 |
| ---- | ---- | ---- | ---- |
| 252  | ↘251 | ↗253 | ↗279 |

### Половой состав
По данным Всероссийской переписи, в 2010 году в деревне проживал 251 человек (128 мужчин и 123 женщины).